# Antiochie Pisidská

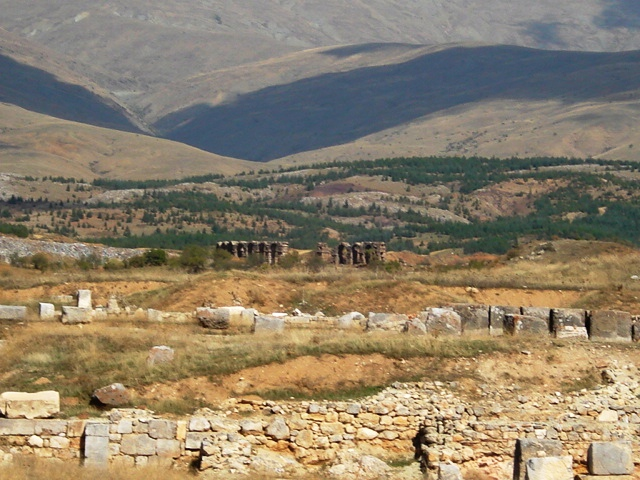
Zříceniny Antiochie

Antiochie Pisidská (řecky Αντιόχεια τὴς Πισιδίας – Antiocheia; latinsky Antiochia ad Pisidiam, Antiochia Caesarea nebo Colonia Caesarea) bylo starověké město v Malé Asii, v dnešním Turecku, v blízkosti města Yalvaç, asi 140 km severně od Antalye.

## Historie
Město, založené patrně některým ze seleukovských panovníků jménem Antiochus a po něm pojmenované, bylo osídleno osadníky z řeckého kraje Magnisia (Thesálie) a roku 25 př. n. l. znovu založeno jako kolonie veteránů Colonia Caesarea Antiochia. Pro výhodnou strategickou polohu při vojenské silnici Via Sebaste rychle rostlo a v 1. století n. l. patřilo mezi nejvýznamnější města Malé Asie, odkud pocházelo i několik senátorů. Za reforem císaře Diokleciána se stalo hlavním městem nově založené provincie Pisidie. Z tohoto města pocházela svatá Markéta Antiochijská, popravená roku 304 n. l., právě za pronásledování křesťanů ve starořímském impériu císařem Diokleciánem.
O Antiochii Pisidské se píše v Novém zákoně (Sk 13, 14 (Kral, ČEP) aj.), že ji několikrát navštívil Pavel z Tarsu a nějakou dobu zde působil. Na přelomu 6. a 7. století se zde narodil byzantský básník Georgios Pisides. V Antiochii také končí poutní „Pavlova cesta“ z Perge u Antalye.

## Vykopávky
Archeologické výpravy odkryly na poměrně velké ploše divadlo, lázně, chrám císaře Augusta a vodovod. Nálezy jsou uloženy v muzeu v Yalvac.